# Алконост
Алконо́ст, также алко́нст, алконо́с, алкион (искаж. церк.-слав. «алкуонестъ морская птица» вместо «алкуон(ъ) есть морская птица» от греч. ἀλκυών — зимородок) — морская птица, символизирующая Божий промысел и Божие милосердие; мифическая райская птица из книжных византийских и славянских легенд. Алконост несёт яйца на берегу моря, погружает их в глубину моря и делает его спокойным на шесть дней. Пение этой птицы настолько прекрасно, что услышавший его забывает обо всём на свете. Обитает на райской реке Евфрат. Часто упоминается вместе с другой райской птицей — Сирином.
Образ возник из древнегреческого мифа об Алкионе, превращённой богами в зимородка.
Русский лубок изображает Алконоста полуптицей-полуженщиной с большими перьями, имеющими различную окраску. Голову венчает корона, в руках — райские цветы. Рядом часто изображена птица Сирин, которая отличается отсутствием короны. Обе имеют сияние вокруг головы. В русском искусстве Сирин и Алконост составляют традиционный изобразительный сюжет от лубочных картинок до «Песни радости и печали» В. М. Васнецова.

## В книжности

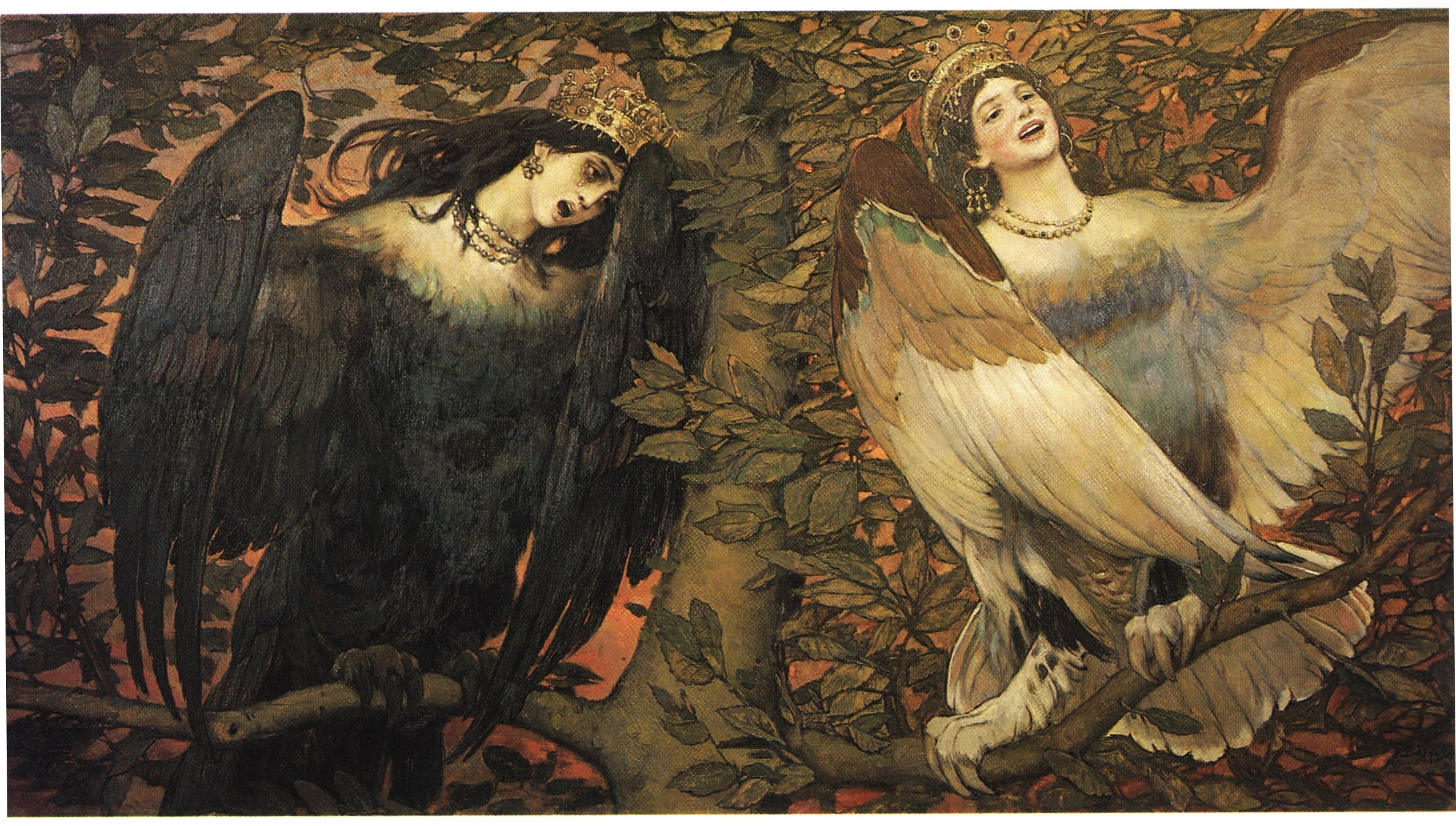
В. М. Васнецов. «Сирин и Алконост. Птицы печали и радости», 1896

Сюжет об Алконосте восходит к свидетельствам Аристотеля («История животных». V 542b 4) и Плиния Старшего («Естественная история». X 32. 47) о зимородке (греч. ἀλκυών), в середине зимы откладывающем яйца в прибрежный песок. В течение семи дней, пока птица высиживает яйца, и затем семи дней, когда она кормит птенцов (алконостовы или алкионовы дни), на море стоит штиль.
В христианской книжной традиции сюжет об Алконосте впервые встречается в «Шестодневе» Василия Великого (VIII 5) IV века. Первыми известными славянскими текстами, упоминающими этого персонажа, является «Шестоднев» Иоанна, экзарха Болгарского IX—X веков, в котором в результате прочтения «алкуон(ъ) есть морская птица» как «алкуонестъ морская птица» впервые читается имя «Алконост», закрепившееся в древнерусской литературе. «Толковая палея» и заимствовавшие из неё «Азбуковники» XVI—XVII веков усиливают сказочные черты птицы: она откладывает яйца в морскую глубину и выводит птенцов, сидя на поверхности. Такая черта Алконоста, как высиживание птенцов на море придаётся птице Страфиль русских духовных стихов о «Голубиной книге» и о Егории Храбром. Более поздние версии сказания из сборников XVII—XVIII веков описывают Алконоста как высиживающую птенцов плавая в гнезде по морю.
В латинской книжности об образ упоминают Исидор Севильский, Альберт Великий, Брунетто Латини. Сказание об этой птице читается в западноевропейских бестиариях.
Две антропоморфные райские птицы, Сирин и Алконост с XVII века упоминаются в Хронографах, первое известное упоминание — в Русском хронографе редакции 1617 года. Птицы пленяют людей своим пением так, что «душа из тела исходит».

## В изобразительном искусстве
Изображения этой «морской птицы» имеются в латинских бестиариях с XII века. Иллюстрация к рассказу о птице есть в двух русских лицевых списках «Собрания о неких собствах естества животных» Дамаскина Студита XVIII века. В XVII—XVIII веках рисованный и гравированный лубок обычно изображает райскую птицу Алконоста вместе с Сирином. Первая изображается с головой юной девы, длинноволосая, в короне и расшитом платье. В отличие от Сирина у неё есть руки, в которых она держит цветущую ветвь и развернутый свиток с текстом: «Праведник, яко финикс, процветет» (Пс 91 (92). 13). Сирин изображается в венце. Одним из наиболее ранних изображений является иллюстрация в рукописном старообрядческом сборнике XVIII века, с двумя ветвями и без свитка. В XVIII—XIX веках эта птица получила широкое распространение в народном искусстве, изображаясь на расписных сундуках, прялках, изразцах, деревянной резьбе, вышивке. В конце XIX — начале XX века искусство эпохи неоромантизма наделяет Алконоста значением «символа радости», а Сирина — символическим значением «птицы тоcки и печали», что отражено, например, на картине В. М. Васнецова.